# Синьорічка
Синьорі́чка (рос. Синеречка) — присілок у складі Яшкинського округу Кемеровської області, Росія.

## Населення
Населення — 64 особи (2010; 75 у 2002).
Національний склад (станом на 2002 рік):
- росіяни — 98 %